# Avstralski govedar
Avstralski govedar ali preprosto govedar je pastirska pasma, ki je bila prvotno razvita v Avstraliji za pašnjo živine na dolgih razdaljah po težkem terenu. Avstralski govedar je srednje velika pasma z dvojno kratko dlako, ki obstaja v dveh različnih barvah. Mladiči so ob kotenju beli, nato pa z odraščanjem kožuh dobiva svojo pravo barvo. Ima tako rjavo kot črno dlako, ki je porazdeljena precej enakomerno po belem kožuhu, ki nastopi pri "rdeči" ali "modri" barvi psa. 
Tako kot psi drugih delovnih pasem je tudi avstralski govedar ena izmed energičnih in inteligentnih pasem. Dobro se odziva pri zahtevnejšemu treningu, predvsem, če je zanimiv in poln izzivov. Ker je bil prvotno ustvarjen za zganjanje goveda z grizenjem v kopita je znan po tem, da rad ščipa tekajoče otroke. Vzpostavijo močno navezanost do njihovih lastnikov in znajo biti zelo zaščitniški do njih in njihovega premoženja. So enostavni za krtačiti in vzdrževati. Seveda pa zahtevajo malo več kot samo hitro krtačenje med izpadanju dlake. Najpogostejše zdravstvene težave so gluhost, postopna slepota (obe dedni bolezni) in naključne poškodbe. Drugače pa so zelo zdravi in trpežni, z življenjsko dobo od 12 do 14 let. Govedar je zaradi mešanja z dingom izrazito samosvoj, inteligenten in samostojen pes, ki ni primeren za začetnike. V primeru, da mu ne omogočimo dovolj gibanja in mentalne zaposlitve lahko postane destruktiven ali agresiven do ljudi, drugih psov ali ostalih živali. Zahteva dobro in temeljito socializacijo ter odločnega vodnika, ki pasmo razume - v tem primeru je lahko odličen družinski pes, a se praviloma vedno naveže samo na eno osebo. 
V 19. stoletju je živinorejec Tomas Hall iz Novega Južnega Walesa križal pse, ki so jih uporabljali gonjači živine v rodnem kraju njegovih staršev v Northumberlandu, kjer je tudi udomačeval dinge. Nastali psi so bili znani pod imenom Halls Heelerji. Po Hallovi smrti leta 1870 so psi postali dostopni tudi izven Hallove družine. Ti so se kasneje razvili v dve sodobni pasmi. Ena je bila avstralski govedar in druga kratko repi avstralski govedar. Robert Kaleski, ki je napisal prvi standard je vplival k razvoju te pasme.
Dobil je vzdevek "Red Heeler" ali "Blue Heeler" na podlagi svoje obarvanosti in početja s tem, ko je grizel govedo za pete. Psi iz pasemske linije v Queenslandu, ki so bili uspešni na razstavah in kobilarnah -  v letih 1940 so se imenovali "Queensland Heelers" za razliko od pasemske linije v Novem Južnem Walesu. Ta vzdevek se sedaj običajno uporablja za katero koli vrsto avstralskih govedarjev.